# Skeleton aux Jeux olympiques de la jeunesse d'hiver de 2020
Navigation
2016 2024
Les deux épreuves de skeleton aux Jeux olympiques de la jeunesse d'hiver de 2020 ont lieu du 19 au 20 janvier 2020 au Stade Olympia Bobrun de Saint-Moritz en Suisse.

## Résultats
| Épreuve           | Or                   | Or            | Argent             | Argent        | Bronze             | Bronze        |
| ----------------- | -------------------- | ------------- | ------------------ | ------------- | ------------------ | ------------- |
| Épreuve masculine | Lukas Nydegger       | 2 min 17 s 00 | Elvis Veinbergs    | 2 min 18 s 42 | Livio Summermatter | 2 min 19 s 53 |
| Épreuve féminine  | Anastasiia Tsyganova | 2 min 22 s 50 | Josefa Schellmoser | 2 min 22 s 53 | Sissi Schrödl      | 2 min 22 s 95 |

## Tableau des médailles
| Rang  | Nation    | Or | Argent | Bronze | Total |
| ----- | --------- | -- | ------ | ------ | ----- |
| 1     | Allemagne | 1  | 1      | 1      | 3     |
| 2     | Russie    | 1  | 0      | 0      | 1     |
| 3     | Lettonie  | 0  | 1      | 0      | 1     |
| 4     | Suisse    | 0  | 0      | 1      | 1     |
| Total | Total     | 2  | 2      | 2      | 6     |